# Henrik Skadelår
Henrik Skadelår (eller Henrik den halte 1090 – 4. juni 1134 i slaget ved Fodevig) var søn af Svend Tronkræver og sønnesøn af Svend Estridsen.
Efter fætteren Knud Lavards død i 1131 blev Henrik Skadelår nævnt som en mulig konge i Danmark; men hans farbror, kong Niels, overlevede Henrik med tre uger.

## Ægteskab
Ved dronning Margrete Fredkullas mellemkomst blev Henrik gift med den svenske Ingrid Ragnvaldsdatter, datter af Ragnvald Knaphøved og en ukendt kvinde i Gøtaland. Dronning Margrete bidrog med en fjerdedel af sine svenske godser som medgift; men selv om han allerede havde store godser i Danmark, var Henrik alligevel utilfreds.  Så ægteskabet var ulykkeligt, og Ingrid forsøgte ved en anledning at flygte, forklædt som en ung mand, men blev afsløret og hentet tilbage. Parret fik fire børn, deriblandt Magnus Henriksson, som senere i kort tid var svensk konge. I juni 1134 blev Ingrid enke; og den norske konge Harald Gille, som ved dansk hjælp var kommet på tronen, tog samme efterår Ingrid med til Norge og giftede sig med hende. 

## Mordet i Haraldsted Skov
Henrik var misunderlig på sin fætter Knud Lavard, der overstrålede ham; ikke mindst ved Magnus den Stærkes bryllup i Ribe, hvor Knud Lavard optrådte i en pragtfuld tysk hofdragt, der fik Henrik Skadelår til at sige, at skarlagen er et dårligt værn mod sværd. Knud Lavard svarede, at det var ligeså godt som en fårepels, med henvisning til Henriks uglamourøse antræk. Henrik skal have ægget kong Niels mod Knud Lavard, drevet hans søn Magnus den Stærke til mordplaner og været den egentlige ophavsmand til sammensværgelsen mod Knud, der kulminerede i snigmordet i Haraldsted Skov 7. januar 1131. Straks da Magnus havde kløvet Knud Lavards hoved, løb Henrik Skadelår til og jog spydet i Knuds bryst. Og da Niels havde sendt Magnus i landflygtighed, skal Henrik have overtalt ham til at tilbagekalde sønnen og derved udløse borgerkrig. I slaget ved Fodevig faldt begge drabsmænd, både Henrik Skadelår og Magnus den Stærke. 

## Enkens og den ældste søns videre liv
Henriks enke Ingrid blev allerede få måneder senere dronning af Norge ved sit ægteskab med Harald Gille; og før jul 1135 fik hun en søn med ham, Inge Krogryg. Men allerede i 1136 blev hendes nye mand dræbt af sin påståede halvbror Sigurd Slembes mænd, mens han lå til sengs med sin frille Tora Gudmundsdatter – mor til Sigurd Mund - i kongsgården i Bergen, hvor dronning Ingrid også opholdt sig. Samme nat, som Harald Gille blev myrdet, rådslog hans enke Ingrid med lendmændene og kom til enighed om at udråbe hans treårige frillesøn Sigurd Mund til konge. Derefter rejste Ingrid til Østfold og fik sin spæde søn Inge udråbt til konge på tingstedet Borgarting. Dermed var to små drenge begge konger af Norge. Nogle år senere fik Ingrid – udenfor ægteskab - sin sjette søn, Orm Ivarsson. Barnefar var en ellers ukendt Ivar Sneis. Så giftede Ingrid sig for tredje gang; nu med Ottar Birting, der var formynder for hendes stedsøn Sigurd Mund. Men Ottar blev snigmyrdet i 1146/47, så Ingrid blev for tredje gang enke efter en mand, der døde en voldelig død. I sit fjerde og sidste ægteskab med lendmanden Arne på Stårheim  fik hun datteren Margrete og sønnen Nikolaus, den senere biskop,  der blev kong Sverres hårdeste modstander. Hendes ældste søn, Magnus Henriksson, gjorde krav på den svenske trone, begrundet med sin mors arv. Han skal have stået bag drabet på kong Sverker den ældre, og i slaget ved Östra Aros i 1160 besejrede han kong Erik den Hellige, der efter sin død blev Sveriges skytshelgen. Ingrid rejste tilbage til Danmark med Erling Skakke, hvor de fik støtte til hans søn Magnus Erlingssons kamp om den norske trone. Mere vides ikke sikkert om Ingrids skæbne.  Det har været hævdet, at hun druknede på vej hjem til Stårheim, da båden hun var om bord i, blev sænket af birkebeinerne i Skatestraumen yderst i Nordfjord. 
Otte af hendes ni børn blev dræbt i nordiske borgerkrige. Ingrids og Arnes datter Margrete blev mor til Filippus Simonssøn, der blev konge for baglerne  i årene 1207-17, og giftede sig med kong Sverres datter Kristin som en del af forliget mellem baglerne og birkebeinerne. Det ældste brev bevaret i original på norrønt, er udstedt af Filippus. 

## Sønner
Henrik Skadelår fik mindst fem sønner:
- Magnus Henriksson, død 1161. Konge af Sverige 1160-1161. Magnus blev gift med sin stedsøster Brigida Haraldsdatter, datter af sin mors nye mand Harald Gille og en ukendt kvinde (sandsynvis frillen Tora Gudmundsdatter, der var mor til Sigurd Mund). [9]
- Ragvald Henriksson, død 1161.
- Knud Henriksen, født 1120, død 12. marts 1162.
- Buris Henriksen (1130 – 1167), jarl af Jylland, gift med Luitgard af Stade (datter af Rudolf 1. af Stade og Richardis). Efter Luitgards død i 1152 blev Boris ifølge folkevisen om Prins Buris og liden Kirsten forelsket i sin grandkusine Kirsten, angiveligt en halvsøster til Valdemar den Store, og knyttedes til hendes påståede grav udenfor Vestervig Kirke.
- Johan Henriksson, død 1161.